# Halobrecta flavipes
Halobrecta flavipes är en skalbaggsart som beskrevs av Thomson 1861. Halobrecta flavipes ingår i släktet Halobrecta och familjen kortvingar. Enligt den finländska rödlistan är arten nära hotad i Finland. Arten är reproducerande i Sverige. Artens livsmiljö är sandstränder vid Östersjön. Inga underarter finns listade i Catalogue of Life.